# TSA (hudební skupina)
TSA je rocková a metalová skupina z Polska hrající od roku 1979.

## Historie
Vznik hard rock/heavy-metalové kapely TSA se datuje do roku 1979 v polském městě Opole. O dva roky později ještě jako instrumentální kvarteto ve složení Marek Kapłon (bicí), Stefan Machel (kytara), Janusz Niekrasz (baskytara), Andrzej Nowak (kytara) vyhrála hlavní cenu festivalu Jarocin fest. Zde se potkali s budoucím zpěvákem Markem Piekarczykem, který v té době působil v kapele Sektor.
Během období 1981–1983 se TSA dostává do širokého povědomí polského publika. Hraje několik set koncertů ročně a jejich desek se prodává na domácí scéně stovky tisíc nosičů. V následujících letech vyráží kapela do zahraničí. Koncertuje ve Francii, Beneluxu, Německu, Československu i v Sovětském svazu. V té době byly na západě také vydány dvě jejich desky Spunk (1984) a Heavy Metal World (1986), přičemž poslední jmenovaná má polskou i anglickou verzi. Mezi lety 1987–1989 dokonce hraje TSA v rockové opeře Jesus Christ Superstar, kde hlavní roli hraje zpěvák kapely Marek Piekarczyk. Opera se odehrává v hudebním divadle ve městě Gdyně. Od té doby se v kapele vystřídaly různé formace, ale žádná z nich nevydržela příliš dlouho.
Až 5. května 2001 hrála opět TSA v původním složení. O několik týdnů později kapela oficiálně oznamuje svůj comeback. Na začátku dubna roku 2004 vydává kapela zatím své poslední studiové album Proceder, které se stává jedním z neprodejnějších alb v Polsku. Band stále neukončil činnost a pořád má "status" aktivní. TSA také v posledních letech díky osobním kontaktům z řad ostravských členů FC "Alien" hraje v Česku.

## Diskografie
1983 – Live

1983 – TSA

1984 – Live (Rockowisko '83 Lódz)

1984 – Spunk!
1984 – Heavy Metal World

1985 – Heavy Metal World (anglická verze)

1988 – Rock'N'Roll

1992 – 52 Dla Przyjaciół

1998 – Live '98

1999 – TSA W Trójce-Koncert Akustyczny (live-acoustic)

2004 – Proceder

2004 – 1981 (live)